# Villa Paul-Ehrlich-Weg 2

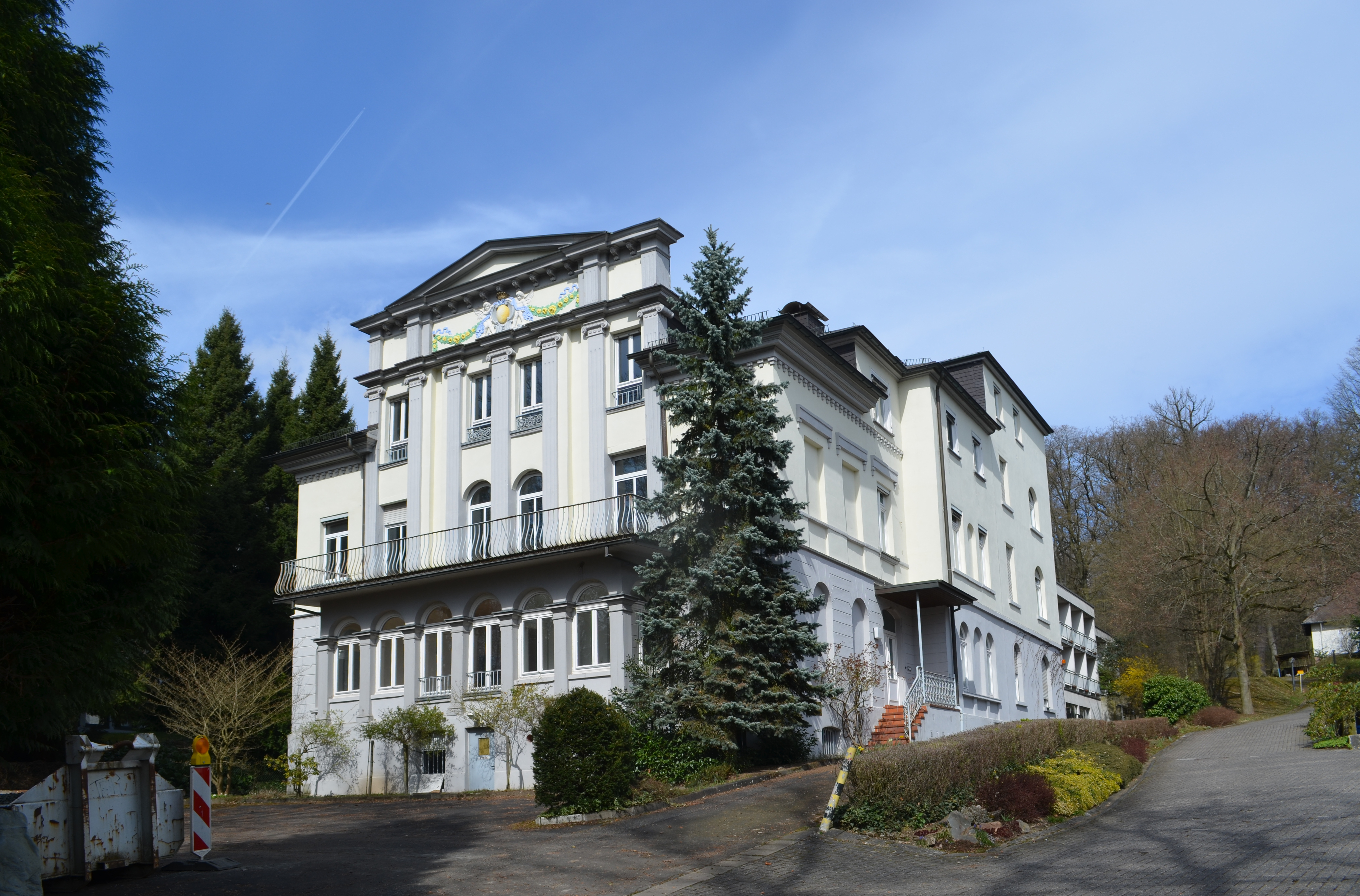
Villa Paul-Ehrlich-Weg 2

Die Villa Paul-Ehrlich-Weg 2 im Bad Homburger Stadtteil Kirdorf steht aus architekturgeschichtlichen Gründen unter Denkmalschutz und hat eine bewegte Vergangenheit.

## Geschichte
Um 1857 wurde ein etwa 100 m² großes Gebäude am heutigen Standort in Kirdorf erbaut. Das Privathaus wurde Villa Victoria Kirdorf genannt. Nach 1870 erfolgte eine umfassende Erweiterung in schlichtem, klassizistischem Stil in Form eines Kubus. Die Villa Victoria diente nun als Kurpension, begünstigt durch die Lage nahe dem Kurpark Bad Homburg.
1884, 1907 und 1912 erfolgten weitere Ausbauten, wobei die Villa im Volumen stark erweitert wurde. Dabei wurde die Front im Stil der italienischen Hochrenaissance völlig umgebaut. Die Fassade zeichnet sich durch eine stockwerkübergreifende Vertikalgliederung aus, die sich durch die zwischen die Horizontallinien von Sockel und verkröpftem, übergiebeltem Gebälk eingestellte, ionische Kolossalordnung ergibt. Die Denkmaltopographie merkt an, dass die Gesamtwirkung jedoch von dem vor dem spundierten Erdgeschoss gelegten Anbau erheblich beeinträchtigt würde.
Ab 1908 wurde die Villa als Sanatorium genutzt und ab 1914 als Villa Hildegard geführt. Im Ersten Weltkrieg und in der Nachkriegszeit brach das Kurwesen weitgehend zusammen. Das Haus wurde als Fremdenpension genutzt und dann geschlossen. 1919 erwarb der Landkreis Dinslaken die Villa und richtete dort ein Kinderheim für die Landkreisbewohner ein.
1935 bis 1939 war das Haus ein Müttergenesungsheim der NS-Frauenschaft des Gaus Essen. Im Zweiten Weltkrieg diente es als Reserve-Lazarett.
Nach dem Krieg wurde das Haus mit 28 Zimmern von der US-Besetzungsmacht beschlagnahmt und als Wohnhaus für hochrangige Militärs genutzt. So wohnten dort unter anderem die Generäle Lucius D. Clay, Clarence R. Huebner, Joseph T. McNarney und Duff sowie der Botschafter Robert Murphy.
1953 erhielt der Landkreis die Villa zurück und verkaufte diese an einen Privatmann, der es 1955 an den Landesverband Hessen des Bundes der Kriegsblinden verkaufte. Nun war es eines von zwölf Erholungsheimen von Kriegsblinden in Deutschland.
1964 wurde das Gebäude für 180.000 DM (in heutiger Kaufkraft 451.000 €) aufgestockt. 1979 erfolgte eine weitere Erweiterung (nun auf 75 Betten) für 4,5 Millionen DM (in heutiger Kaufkraft 6,2 Mio. €). Im gleichen Namen erhielt die Straße an den Kuranlagen den heutigen Namen Paul-Ehrlich-Weg.
Am 16. Dezember 1999 kaufte die Kur- und Kongress GmbH der Stadt Bad Homburg das Anwesen für einen Preis von 8 bis 9 Millionen DM und vermietete es an den Bund, der das Blindenheim weiter betrieb. Am 8. November 2002 wurde das Kriegsblindenheim geschlossen. Die Gestaltung der weiteren Nutzung ist Thema der Kommunalpolitik.